# Pig (programma)
Pig è una piattaforma di alto livello per creare programmi MapReduce da usare con Apache Hadoop.
Il linguaggio per questa piattaforma è chiamato Pig Latin.
Questo astrae la programmazione dall'idioma Java MapReduce in una notazione che rende la programmazione MapReduce di alto livello in maniera simile all'SQL dei sistemi RDBMS. Il Pig Latin può essere esteso usando UDF (User Defined Functions) con cui l'utente può scrivere in Java, Python, JavaScript, Ruby o Groovy e chiamare direttamente dal linguaggio.
Fu sviluppato all'inizio da Yahoo Research nel 2006 per i ricercatori per avere una maniera ad hoc per creare ed eseguire job Map-Reduce su grandi insiemi di dati. Nel 2007 è passato ad Apache Software Foundation.

## Esempio
Un esempio di programma "conta parole" in Pig Latin:
```
 
input_lines
 
=
 
LOAD
 
'/tmp/my-copy-of-all-pages-on-internet'
 
AS
 
(
line:
chararray
);

 

 
-- Extract words from each line and put them into a pig bag

 
-- datatype, then flatten the bag to get one word on each row

 
words
 
=
 
FOREACH
 
input_lines
 
GENERATE
 
FLATTEN
(
TOKENIZE
(
line
))
 
AS
 
word;

 

 
-- filter out any words that are just white spaces

 
filtered_words
 
=
 
FILTER
 
words
 
BY
 
word
 
MATCHES
 
'\\w+'
;

 

 
-- create a group for each word

 
word_groups
 
=
 
GROUP
 
filtered_words
 
BY
 
word;

 

 
-- count the entries in each group

 
word_count
 
=
 
FOREACH
 
word_groups
 
GENERATE
 
COUNT
(
filtered_words
)
 
AS
 
count
,
 
group
 
AS
 
word;

 

 
-- order the records by count

 
ordered_word_count
 
=
 
ORDER
 
word_count
 
BY
 
count
 
DESC
;

 
STORE
 
ordered_word_count
 
INTO
 
'/tmp/number-of-words-on-internet'
;

```

Il programma genera un eseguibile con compiti eseguiti in parallelo che possono essere distribuiti su più macchine in un cluster Hadoop per contare il numero di parole in un insieme di dati come tutte pagine web su internet.